# Fastball (band)
Fastball is een Amerikaanse alternatieve- en poprockband uit Austin, Texas.

## Geschiedenis
De band heette oorspronkelijk Magneto U.S.A., maar veranderde van naam toen een contract werd gesloten met Hollywood Records. Fastball raakte bekend door hun eendagsvlieg The Way uit 1998. Andere singles kregen nog wel airplay, maar werden geen hit.

## Bezetting

### Huidige leden
- Miles Zuniga - gitaar en zang (1995-)
- Tony Scalzo - basgitaar, gitaar, toetsen en zang (1995-)
- Joey Shuffield - drums en percussie (1995-)

## Discografie

### Albums
Tussen haakjes totaal aantal weken in de lijst
| Titel                                      | Jaar | Hitlijst         | Hitlijst        | Hitlijst         | Opmerkingen   |
| Titel                                      | Jaar | NL Album Top 100 | VL Ultratop 200 | VS Billboard 200 | Opmerkingen   |
| ------------------------------------------ | ---- | ---------------- | --------------- | ---------------- | ------------- |
| Make Your Mama Proud                       | 1996 | -                | -               | -                | -             |
| All the Pain Money Can Buy                 | 1998 | -                | -               | 29 (52wk)        | -             |
| Painting the Corners: The Best of Fastball | 2000 | -                | -               | -                | Verzamelalbum |
| The Harsh Light of Day                     | 2002 | -                | -               | 97 (3wk)         | -             |
| Live from Jupiter Records                  | 2003 | -                | -               | -                | Livealbum     |
| Keep Your Wig On                           | 2004 | -                | -               | -                | -             |
| Live from Addison, Texas                   | 2005 | -                | -               | -                | Livealbum     |
| Little White Lies                          | 2009 | -                | -               | -                | -             |
| Step Into Light                            | 2017 | -                | -               | -                | -             |
| The Help Machine                           | 2019 | -                | -               | -                | -             |
| Live from 3Ten                             | 2020 | -                | -               | -                | Livealbum     |
| The Deep End                               | 2022 | -                | -               | -                | -             |

### Ep's
Tussen haakjes totaal aantal weken in de lijst
| Titel      | Jaar | Hitlijst         | Hitlijst        | Hitlijst         | Opmerkingen |
| Titel      | Jaar | NL Album Top 100 | VL Ultratop 200 | VS Billboard 200 | Opmerkingen |
| ---------- | ---- | ---------------- | --------------- | ---------------- | ----------- |
| Soundtrack | 2022 | -                | -               | -                | -           |